# Eleccions municipals de Castelló de la Plana
Les eleccions municipals a Castelló de la Plana es realitzen des del segle xix, si bé el sufragi universal no va arribar fins al 19 de novembre de 1933. Durant la dictadura franquista es van fer eleccions municipals per terços amb una periodicitat de tres anys per renovar la meitat de la corporació. Amb la interrupció de la democràcia no tornaria a haver eleccions municipals lliures i democràtiques a Castelló de la Plana fins a 1979, i des de llavors i amb una periodicitat de quatre anys, s'han vingut realitzant diversos processos electorals municipals per elegir la corporació local.

## Evolució del vot des de 1979
L'evolució en el repartiment dels regidors per partits polítics des de les eleccions municipals de 1979 és la següent:
| Històric de regidors a l'ajuntament de Castelló de la Plana |                    |      |      |      |      |      |      |      |      |      |      |      |
| Candidatura                                                 | Candidatura        | 1979 | 1983 | 1987 | 1991 | 1995 | 1999 | 2003 | 2007 | 2011 | 2015 | 2019 |
|                                                             | PSPV-PSOE          | 12   | 19   | 12   | 13   | 8    | 10   | 10   | 12   | 9    | 7    | 10   |
|                                                             | CD / AP / PP       | 1    | 8    | 9    | 14   | 16   | 16   | 15   | 14   | 15   | 8    | 7    |
|                                                             | Cs                 |      |      |      |      |      |      |      |      |      | 4    | 4    |
|                                                             | UPV/Bloc/Compromís | 2    | 0    | *    | 0    | 1    | 1    | 2    | 1    | 2    | 4    | 3    |
|                                                             | CEM / UP           |      |      |      |      |      |      |      |      |      | 4    | 2**  |
|                                                             | Vox                |      |      |      |      |      |      |      |      |      |      | 1    |
|                                                             | UCD                | 10   |      |      |      |      |      |      |      |      |      |      |
|                                                             | PCE / EUPV         | 2    | 0    | 1*   | 0    | 2    | 0    | 0    | 0    | 1    | 0    | **   |
|                                                             | CDS                |      | 0    | 5    | 0    |      |      |      |      |      |      |      |
| Fonts: Ministeri de l'Interior                              |                    |      |      |      |      |      |      |      |      |      |      |      |

## 1979

Diagrama de regidors

| Partit                                    | Partit                           | Vots   | %     | Escons  | +/– | Cap de llista             |
| ----------------------------------------- | -------------------------------- | ------ | ----- | ------- | --- | ------------------------- |
|                                           | Partit Socialista Obrer Espanyol | 21.757 | 40,80 | 12 / 27 | Nou | Antonio Tirado Jiménez    |
|                                           | Unió de Centre Democràtic        | 19.550 | 36,66 | 10 / 27 | Nou | Vicente Petit Igual       |
|                                           | Esquerra Independent de Castelló | 4.146  | 7,77  | 2 / 27  | Nou | Vicent Pitarch i Almela   |
|                                           | Partit Comunista d'Espanya       | 3.866  | 7,25  | 2 / 27  | Nou | Josefina López Sanmartín  |
|                                           | Coalició Democràtica             | 2.702  | 5,07  | 1 / 27  | Nou | José María Escuin Monfort |
|                                           |                                  |        |       |         |     |                           |
|                                           | Unión Nacional                   | 1.056  | 1,98  | 0 / 27  | Nou | n/a                       |
|                                           | Partit del Treball d'Espanya     | 254    | 0,48  | 0 / 27  | Nou | n/a                       |
| Total                                     | Total                            | 53.331 | 99,7  | 27      | =   |                           |
|                                           |                                  |        |       |         |     |                           |
| Vots blancs                               | Vots blancs                      | 147    | 0,3   |         |     |                           |
| Participació                              | Participació                     | 54.019 | 66,5  |         |     |                           |
| Cens                                      | Cens                             | 81.234 |       |         |     |                           |
| Font: GVA, MdI, el Periódico Mediterráneo |                                  |        |       |         |     |                           |

## 1983

Diagrama de regidors per partits

| Partit                                    | Partit                           | Vots   | %     | Escons  | +/– | Cap de llista          |
| ----------------------------------------- | -------------------------------- | ------ | ----- | ------- | --- | ---------------------- |
|                                           | Partit Socialista Obrer Espanyol | 38.559 | 63,52 | 19 / 27 | 7   | Antonio Tirado Jiménez |
|                                           | Coalició AP-PDP-UL-UV            | 16.930 | 27,89 | 8 / 27  | 7   | José Tovar Vicente     |
|                                           |                                  |        |       |         |     |                        |
|                                           | Unitat del Poble Valencià        | 2.213  | 3,65  | 0 / 27  | 2   | n/a                    |
|                                           | Partit Comunista d'Espanya       | 1.157  | 1,91  | 0 / 27  | 2   | n/a                    |
|                                           | Partit Demòcrata Liberal         | 934    | 1,54  | 0 / 27  | Nou | n/a                    |
|                                           | Centre Democràtic i Social       | 909    | 1,50  | 0 / 27  | 10  | n/a                    |
| Total                                     | Total                            | 60.702 | 98,9  | 27      | =   |                        |
|                                           |                                  |        |       |         |     |                        |
| Vots blancs                               | Vots blancs                      | 680    | 1,1   |         |     |                        |
| Participació                              | Participació                     | 61.740 | 69,2  |         |     |                        |
| Cens                                      | Cens                             | 89.279 |       |         |     |                        |
| Font: GVA, MdI, el Periódico Mediterráneo |                                  |        |       |         |     |                        |

## 1987

Diagrama de regidors per partits

| Partit                                    | Partit                                              | Vots   | %     | Escons  | +/– | Cap de llista           |
| ----------------------------------------- | --------------------------------------------------- | ------ | ----- | ------- | --- | ----------------------- |
|                                           | Partit Socialista Obrer Espanyol                    | 24.695 | 39,63 | 12 / 27 | 7   | Daniel Gozalbo Bellés   |
|                                           | Aliança Popular                                     | 19.049 | 30,57 | 9 / 27  | 1   | José Luis Gimeno Ferrer |
|                                           | Centre Democràtic i Social                          | 10.412 | 16,71 | 5 / 27  | 5   | Hipólito Beltrán Armiño |
|                                           | Esquerra Unida-Unitat del Poble Valencià            | 3.893  | 6,25  | 1 / 27  | 1   | Antoni Porcar Gómez     |
|                                           |                                                     |        |       |         |     |                         |
|                                           | Partit Demòcrata Popular                            | 1.119  | 1,82  | 0 / 27  | Nou | n/a                     |
|                                           | Partit dels Treballadors d'Espanya-Unitat Comunista | 659    | 1,06  | 0 / 27  | Nou | n/a                     |
|                                           | Unió Valenciana                                     | 592    | 0,95  | 0 / 27  | Nou | n/a                     |
|                                           | Partit Liberal                                      | 465    | 0,75  | 0 / 27  | Nou | n/a                     |
|                                           | Coalició Electoral Valenciana                       | 340    | 0,55  | 0 / 27  | Nou | n/a                     |
|                                           | Plataforma Humanista                                | 291    | 0,47  | 0 / 27  | Nou | n/a                     |
|                                           | Els Verds                                           | 2      | 0     | 0 / 27  | Nou | n/a                     |
| Total                                     | Total                                               | 61.445 | 98,7  | 27      | =   |                         |
|                                           |                                                     |        |       |         |     |                         |
| Vots blancs                               | Vots blancs                                         | 792    | 1,3   |         |     |                         |
| Participació                              | Participació                                        | 63.134 | 67,6  |         |     |                         |
| Cens                                      | Cens                                                | 93.348 |       |         |     |                         |
| Font: GVA, MdI, el Periódico Mediterráneo |                                                     |        |       |         |     |                         |

## 1991

Diagrama de regidors per partits

| Partit         | Partit                           | Vots    | %     | Escons  | +/– | Cap de llista           |
| -------------- | -------------------------------- | ------- | ----- | ------- | --- | ----------------------- |
|                | Partit Popular                   | 23.325  | 38,84 | 14 / 27 | 5   | José Luis Gimeno Ferrer |
|                | Partit Socialista Obrer Espanyol | 21,814  | 36,32 | 13 / 27 | 1   | Daniel Gozalbo Bellés   |
|                |                                  |         |       |         |     |                         |
|                | Unitat del Poble Valencià        | 2.995   | 4,99  | 0 / 27  | 1   | Antoni Porcar Gómez     |
|                | Esquerra Unida del País Valencià | 2.659   | 4,43  | 0 / 27  | =   | n/a                     |
|                | Centre Democràtic i Social       | 2.137   | 3,56  | 0 / 27  | 5   | n/a                     |
|                | Unió Valenciana                  | 1.810   | 3,01  | 0 / 27  | =   | n/a                     |
|                | Grau Unit                        | 1.757   | 2,93  | 0 / 27  | Nou | José Luis Peteiro       |
|                | Els Verds                        | 1.719   | 2,86  | 0 / 27  | =   | n/a                     |
|                | Democràcia Socialista            | 1.666   | 2,77  | 0 / 27  | Nou | Francisco Caparrós      |
|                | Esquerra Alternativa de Castelló | 172     | 0,29  | 0 / 27  | Nou | n/a                     |
| Total          | Total                            | 60.054  | 98,7  | 27      | =   |                         |
|                |                                  |         |       |         |     |                         |
| Vots blancs    | Vots blancs                      | 765     | 1,3   |         |     |                         |
| Participació   | Participació                     | 61.151  | 60,3  |         |     |                         |
| Cens           | Cens                             | 101.368 |       |         |     |                         |
| Font: GVA, MdI |                                  |         |       |         |     |                         |

## 1995

Diagrama de regidors per partits

| Partit         | Partit                                 | Vots    | %     | Escons  | +/– | Cap de llista           |
| -------------- | -------------------------------------- | ------- | ----- | ------- | --- | ----------------------- |
|                | Partit Popular                         | 40.467  | 54,60 | 16 / 27 | 2   | José Luis Gimeno Ferrer |
|                | Partit Socialista Obrer Espanyol       | 20.180  | 27,23 | 8 / 27  | 5   | Joan Callao Capdevila   |
|                | Esquerra Unida-Els Verds               | 6.900   | 9,31  | 2 / 27  | 2   | Joan Julbe              |
|                | Unitat del Poble Valencià-Grau Unit    | 4.278   | 5,77  | 1 / 27  | 1   | Antoni Porcar Gómez     |
|                |                                        |         |       |         |     |                         |
|                | Unió Valenciana-Independents           | 1.401   | 1,89  | 0 / 27  | =   | n/a                     |
|                | Centre Democràtic i Social             | 482     | 0,65  | 0 / 27  | =   | n/a                     |
|                | Esquerra Alternativa de Castelló       | 261     | 0,35  | 0 / 27  | =   | n/a                     |
|                | Plataforma dels Independents d'Espanya | 153     | 0,21  | 0 / 27  | Nou | n/a                     |
| Total          | Total                                  | 74.122  | 98,7  | 27      | =   |                         |
|                |                                        |         |       |         |     |                         |
| Vots blancs    | Vots blancs                            | 999     | 1,3   |         |     |                         |
| Participació   | Participació                           | 75.677  | 68,7  |         |     |                         |
| Cens           | Cens                                   | 110.106 |       |         |     |                         |
| Font: GVA, MdI |                                        |         |       |         |     |                         |

## 1999

Diagrama de regidors per partits

| Partit                  | Partit                               | Vots    | %     | Escons  | +/– | Cap de llista                     |
| ----------------------- | ------------------------------------ | ------- | ----- | ------- | --- | --------------------------------- |
|                         | Partit Popular                       | 36.612  | 54,67 | 16 / 27 | =   | José Luis Gimeno Ferrer           |
|                         | Partit Socialista Obrer Espanyol     | 21,596  | 32,25 | 10 / 27 | 2   | Juan Ignacio Subías Ruiz de Villa |
|                         | Bloc Nacionalista Valencià-Els Verds | 3.768   | 5,63  | 1 / 27  | 1   | Antoni Porcar Gómez               |
|                         |                                      |         |       |         |     |                                   |
|                         | Esquerra Unida del País Valencià     | 2.959   | 4,42  | 0 / 27  | 2   | n/a                               |
|                         | Unió Valenciana                      | 1.371   | 2,05  | 0 / 27  | =   | n/a                               |
|                         | Front pel País Valencià              | 515     | 0,77  | 0 / 27  | Nou | n/a                               |
|                         | Partit Humanista                     | 142     | 0,21  | 0 / 27  | =   | n/a                               |
| Total                   | Total                                | 66.963  | 97,9  | 27      | =   |                                   |
|                         |                                      |         |       |         |     |                                   |
| Vots blancs             | Vots blancs                          | 1.403   | 2,1   |         |     |                                   |
| Participació            | Participació                         | 68.880  | 60,6  |         |     |                                   |
| Cens                    | Cens                                 | 113.668 |       |         |     |                                   |
| Font: GVA, MdI, El País |                                      |         |       |         |     |                                   |

## 2003

Diagrama de regidors per partits

| Partit         | Partit                                    | Vots    | %      | Escons  | +/– | Cap de llista                     |
| -------------- | ----------------------------------------- | ------- | ------ | ------- | --- | --------------------------------- |
|                | Partit Popular                            | 37.968  | 50,15  | 15 / 27 | 1   | José Luis Gimeno Ferrer           |
|                | Partit Socialista Obrer Espanyol          | 26.977  | 35,63  | 10 / 27 | =   | Juan Ignacio Subías Ruiz de Villa |
|                | Bloc Nacionalista Valencià-Esquerra Verda | 5.111   | 6,75   | 2 / 27  | 1   | Antoni Porcar Gómez               |
|                |                                           |         |        |         |     |                                   |
|                | Esquerra Unida-L'Entesa                   | 3.175   | 4,19   | 0 / 27  | =   | n/a                               |
|                | Unió Valenciana                           | 1.707   | 2,25   | 0 / 27  | =   | n/a                               |
|                | Esquerra Republicana del País Valencià    | 583     | 0,77   | 0 / 27  | =   | n/a                               |
|                | Partit Humanista                          | 193     | 0,25   | 0 / 27  | =   | n/a                               |
| Total          | Total                                     | 75.714  | 98,7¡0 | 27      | =   |                                   |
|                |                                           |         |        |         |     |                                   |
| Vots blancs    | Vots blancs                               | 1.515   | 2      |         |     |                                   |
| Participació   | Participació                              | 77.614  | 65,1   |         |     |                                   |
| Cens           | Cens                                      | 119.214 |        |         |     |                                   |
| Font: GVA, MdI |                                           |         |        |         |     |                                   |

### 2007
| Eleccions municipals de 27 de maig de 2007 - Castelló de la Plana                                                                                  |                                          |                                     |                                     |          |          |          |
| Candidatura | Candidatura                              | Candidatura                         | Cap de llista                       | Vots     | Vots     | Regidors |
| | Partit Popular                           |                                     | Alberto Fabra Part                  | 36.168   | 47,19%   | 14 (-1)  |
| | Partit Socialista del País Valencià-PSOE |                                     | Juan María Calles Moreno            | 29.170   | 38,64%   | 12 (+2)  |
| | Bloc Nacionalista Valencià               |                                     | Enric Nomdedéu i Biosca             | 3.911    | 5,18%    | 1 (-1)   |
| | Altres candidatures                      |                                     |                                     | 4.780    | 6,33%    | 0        |
| | Vots en blanc                            |                                     |                                     | 1.461    | 1,94%    |          |
| Total vots vàlids i regidors | Total vots vàlids i regidors             | Total vots vàlids i regidors        | Total vots vàlids i regidors        | 75.490   | 100 %    | 27       |
| | Vots nuls                                | Vots nuls                           | Vots nuls                           | 468      | 0,62%    |          |
| Participació (vots vàlids més nuls) | Participació (vots vàlids més nuls)      | Participació (vots vàlids més nuls) | Participació (vots vàlids més nuls) | 75.958   | 62,39%** |          |
| Abstenció | Abstenció                                | Abstenció                           | Abstenció                           | 45.795*  | 37,61%** |          |
| Total cens electoral | Total cens electoral                     | Total cens electoral                | Total cens electoral                | 121.753* | 100 %**  |          |
| Alcalde: Alberto Fabra Part (PP) (16/06/2007) Per majoria absoluta dels vots dels regidors (14 vots de PP)                                         |                                          |                                     |                                     |          |          |          |
| Fonts: Ministeri de l'Interior. Junta Electoral de la Zona de Castelló. (* No són vots sinó electors. ** Percentatge respecte del cens electoral.) |                                          |                                     |                                     |          |          |          |

### 2011
| Eleccions municipals de 22 de maig de 2011 - Castelló de la Plana                                                                                  |                                               |                                     |                                     |          |          |          |
| Candidatura | Candidatura                                   | Candidatura                         | Cap de llista                       | Vots     | Vots     | Regidors |
| | Partit Popular                                |                                     | Alberto Fabra Part                  | 34.707   | 46,6%    | 15 (+1)  |
| | Partit Socialista del País Valencià-PSOE      |                                     | Juan María Calles Moreno            | 19.822   | 26,61%   | 9 (-3)   |
| | Bloc Nacionalista Valencià-Coalició Compromís |                                     | Enric Nomdedéu i Biosca             | 6.572    | 8,82%    | 2 (+1)   |
| | Esquerra Unida del País Valencià              |                                     | Carmen Carreras López               | 4.257    | 5,72%    | 1 (+1)   |
| | Altres candidatures                           |                                     |                                     | 7.063    | 9,48%    | 0        |
| | Vots en blanc                                 |                                     |                                     | 2.057    | 2,76%    |          |
| Total vots vàlids i regidors | Total vots vàlids i regidors                  | Total vots vàlids i regidors        | Total vots vàlids i regidors        | 74.478   | 100 %    | 27       |
| | Vots nuls                                     | Vots nuls                           | Vots nuls                           | 1.281    | 1,69%    |          |
| Participació (vots vàlids més nuls) | Participació (vots vàlids més nuls)           | Participació (vots vàlids més nuls) | Participació (vots vàlids més nuls) | 75.759   | 62,54%** |          |
| Abstenció | Abstenció                                     | Abstenció                           | Abstenció                           | 45.384*  | 37,46**  |          |
| Total cens electoral | Total cens electoral                          | Total cens electoral                | Total cens electoral                | 121.143* | 100 %**  |          |
| Alcalde: Alberto Fabra Part (PP) (11/06/2011) Per majoria absoluta dels vots dels regidors (15 vots de PP)                                         |                                               |                                     |                                     |          |          |          |
| Fonts: Ministeri de l'Interior. Junta Electoral de la Zona de Castelló. (* No són vots sinó electors. ** Percentatge respecte del cens electoral.) |                                               |                                     |                                     |          |          |          |

### 2015
| Eleccions municipals de 24 de maig de 2015 - Castelló de la Plana                                                                                                |                                           |                                     |                                     |          |          |          |
| Candidatura | Candidatura                               | Candidatura                         | Cap de llista                       | Vots     | Vots     | Regidors |
| | Partit Popular                            |                                     | Alfonso Bataller Vicent             | 20.770   | 25,96%   | 8 (-7)   |
| | Partit Socialista del País Valencià-PSOE  |                                     | Amparo Marco Gual                   | 16.811   | 21,02%   | 7 (-2)   |
| | Ciutadans - Partit de la Ciutadania       |                                     | Cristina Gabarda Ortín              | 12.005   | 15,01%   | 4 (+4)   |
| | Compromís per Castelló                    |                                     | Enric Nomdedéu i Biosca             | 11.144   | 13,93%   | 4 (+2)   |
| | Castelló en Moviment                      |                                     | Xavier del Señor de la Gala         | 10.450   | 13,06%   | 4 (+4)   |
| | L'Esquerra de Castelló (EUPV-ERPV-EV-RPS) |                                     | Andrés Martínez de la Cruz          | 2.950    | 3,69%    | 0 (-1)   |
| | Altres candidatures                       |                                     |                                     | 4.805    | 6,02%    | 0        |
| | Vots en blanc                             |                                     |                                     | 1.059    | 1,32%    |          |
| Total vots vàlids i regidors | Total vots vàlids i regidors              | Total vots vàlids i regidors        | Total vots vàlids i regidors        | 79.994   | 100 %    | 27       |
| | Vots nuls                                 | Vots nuls                           | Vots nuls                           | 782      | 0,97%    |          |
| Participació (vots vàlids més nuls) | Participació (vots vàlids més nuls)       | Participació (vots vàlids més nuls) | Participació (vots vàlids més nuls) | 80.776   | 66,52%** |          |
| Abstenció | Abstenció                                 | Abstenció                           | Abstenció                           | 40.652*  | 33,48%** |          |
| Total cens electoral | Total cens electoral                      | Total cens electoral                | Total cens electoral                | 121.428* | 100 %**  |          |
| Alcalde: Amparo Marco Gual (PSPV) (13/06/2015) Per majoria absoluta dels vots dels regidors (14 vots: 6 PSPV, 4 de Compromís i 4 de Castelló en Moviment)        |                                           |                                     |                                     |          |          |          |
| Fonts: Ministeri de l'Interior. Junta Electoral de la Zona de Castelló. Periòdic Ara. (* No són vots sinó electors. ** Percentatge respecte del cens electoral.) |                                           |                                     |                                     |          |          |          |

### 2019
En les eleccions municipals de 26 de maig de 2019 foren elegits 10 regidors del Partit Socialista del País Valencià (PSPV-PSOE), 7 del Partit Popular (PP), 4 de Ciutadans (Cs), 3 de Compromís per Castelló (Compromís), 2 de la coalició Unides Podem-Castelló en Moviment-EUPV (UP-CSeM-EUPV) i 1 de Vox.
| Eleccions municipals de 26 de maig de 2019 - Castelló de la Plana                                                                                  |                                           |                                     |                                     |          |          |          |
| Candidatura | Candidatura                               | Candidatura                         | Cap de llista                       | Vots     | Vots     | Regidors |
| | Partit Socialista del País Valencià-PSOE  |                                     | Amparo Marco Gual                   | 25.550   | 34,78%   | 10 (+3)  |
| | Partit Popular de la Comunitat Valenciana |                                     | Begoña Carrasco García              | 17.608   | 23,96%   | 7 (-1)   |
| | Ciutadans - Partit de la Ciutadania       |                                     | Alejandro Marin-Buck Gómez          | 10.345   | 14,08%   | 4 ()     |
| | Compromís per Castelló                    |                                     | Ignasi Josep Garcia Felip           | 8.565    | 11,66%   | 3 (-1)   |
| | Podem-Castelló en Moviment-EUPV           |                                     | Fernando Navarro Cueva              | 4.808    | 6,55%    | 2 (-2)   |
| | Vox                                       |                                     | Luciano Ferrer Pons                 | 4.704    | 6,40%    | 1 (+1)   |
| | Altres candidatures                       |                                     |                                     | 1.488    | 2,02%    | 0        |
| | Vots en blanc                             |                                     |                                     | 391      | 0,53%    |          |
| Total vots vàlids i regidors | Total vots vàlids i regidors              | Total vots vàlids i regidors        | Total vots vàlids i regidors        | 73.459   | 100 %    | 27       |
| | Vots nuls                                 | Vots nuls                           | Vots nuls                           | 325      | 0,45%    |          |
| Participació (vots vàlids més nuls) | Participació (vots vàlids més nuls)       | Participació (vots vàlids més nuls) | Participació (vots vàlids més nuls) | 73.784   | 60,61%** |          |
| Abstenció | Abstenció                                 | Abstenció                           | Abstenció                           | 47.961*  | 39,39%** |          |
| Total cens electoral | Total cens electoral                      | Total cens electoral                | Total cens electoral                | 121.745* | 100 %**  |          |
| Alcalde: Amparo Marco Gual (PSPV) (15/06/2019) Per majoria absoluta dels vots dels regidors (15 vots: 10 PSPV, 3 de Compromís i 2 de UP-CSeM-EUPV) |                                           |                                     |                                     |          |          |          |
| Fonts: JEC, JEZ Castelló, M. Interior, Periòdic Ara. (* No són vots sinó electors. ** Percentatge respecte del cens electoral.)                    |                                           |                                     |                                     |          |          |          |

### 2023
| Eleccions municipals de 28 de maig de 2023 - Castelló de la Plana                                              |                                           |                                     |                                     |          |         |          |
| Candidatura | Candidatura                               | Candidatura                         | Cap de llista                       | Vots     | Vots    | Regidors |
| | Partit Popular de la Comunitat Valenciana |                                     | Begoña Carrasco García              | 28.394   | 36,37%  | 11 (+4)  |
| | Partit Socialista del País Valencià-PSOE  |                                     | Amparo Marco Gual                   | 22.372   | 28,66%  | 9 (-1)   |
| | Vox                                       |                                     | Antonio Ortolá Ortolá               | 10.597   | 13,58%  | 4 (+3)   |
| | Compromís per Castelló                    |                                     | Ignasi Josep Garcia Felip           | 9.377    | 12,01%  | 3 ()     |
| | Altres candidatures                       |                                     |                                     | 7.320    | 9,38%   | 0 ( -6)  |
| | Vots en blanc                             |                                     |                                     | 1.049    | 1,3%    |          |
| Total vots vàlids i regidors                                                                                   | Total vots vàlids i regidors              | Total vots vàlids i regidors        | Total vots vàlids i regidors        | 79.109   | 100 %   | 27       |
| | Vots nuls                                 | Vots nuls                           | Vots nuls                           | 813      | 1,02%   |          |
| Participació (vots vàlids més nuls)                                                                            | Participació (vots vàlids més nuls)       | Participació (vots vàlids més nuls) | Participació (vots vàlids més nuls) | 79.922   | 65,3%** |          |
| Abstenció | Abstenció                                 | Abstenció                           | Abstenció                           | 42.408*  | 34,7%** |          |
| Total cens electoral                                                                                           | Total cens electoral                      | Total cens electoral                | Total cens electoral                | 122.330* | 100 %** |          |
| Alcalde: Begoña Carrasco García (PP) (17/06/2023)                                                              |                                           |                                     |                                     |          |         |          |
| Fonts: ARGOS Generalitat Valenciana (* No són vots sinó electors. ** Percentatge respecte del cens electoral.) |                                           |                                     |                                     |          |         |          |